# Ottiglio
Ottiglio är en ort och kommun i provinsen Alessandria i regionen Piemonte i Italien. Kommunen hade 614 invånare (2018).